# Вітольд Казімеж Вежейський
Вітольд Казімеж Вежейський (пол. Witold Kazimierz Wierzejski; 28 лютого 1882, Деребчин — 1950, Аргентина) — інженер-механік, профспілковий діяч, організатор збройної промисловості Польщі, голова Асоціації польських інженерів і техніків в Аргентині.

## Походження
Вітольд Казімеж Вежейський народився 28.02.1882 р. у селі Деребчин, в родині чиновника деребчинського цукрового заводу Гіполіта Вежейського та Марії Вершховської.

## Біографія
5.09.1892 року поступив до Вінницького реального училища, де пройшов 7-річний курс навчання та навчання в додатковому класі. Сім'я Вежейських на той час мешкала в Деребчині.
У 1900 р. Вежейський став студентом механічного факультету Київського політехнічного інституту. Під час навчання він входив до нелегальної Корпорації поляків-студентів, брав активну участь у редагуванні польських нелегальних видань.
В 1905 році В. належав до головних організаторів Гніванської профспілки працівників сільського господарства, які відстоювали незалежність Польщі. Крім цього Вежейський належав до групи провідних соціал-демократичних діячів серед польських студентів у Києві. У зв'язку з цим він два рази (у 1903 і 1907 роках) відбував покарання у тюремних казематах і чотири рази виключався з інституту. Лише в 1912 р. йому вдалося закінчити КПІ.
Після одержання диплому, він обійняв посаду заступника директора цукрового заводу у Гнівані.
Із 1916 року Вежейський працював конструктором, шефом технічного бюро і директором на машинобудівному заводі в Єкатеринославлі. Одночасно він:
- вів активну суспільну роботу в Польському демократичному клубі, був його головою;
- об'єднав польські спілки південної України в Раду польських організацій, став її віце-президентом;
- брав участь у з'їзді польських техніків у Москві у вересні 1917 році, виступивши з доповіддю «Економічне відновлення Польщі».

У 1919 році Вежейський виїхав у Варшаву, став працювати технічним директором сільськогосподарської кооперації, а з 1920 року — директором приватного об'єднання заводів-виробників сільськогосподарських машин.
За дорученням новообраного Президента Польщі Ігнація Мосцицького (1926 рік) Вежейський став директором Державних заводів оборонної промисловості. До складу об'єднання входили 4 заводи: Варшава (2), Радом і Скаржисько, які стали найпотужнішими заводами Польщі по виробництву зброї.
Працював Вежейський і у правліннях інших підприємств, керував електрифікацією Центрального промислового округу, будував лінію електропередачі високої напруги Мостице — Стараховице.
Суспільна діяльність Вежейського спочатку концентрувалася на виконанні обов'язків члена правління Військово-технічного товариства, створеного в 1932 році, а потім, з 1934 року, він став головою Товариства польських інженерів-механіків (SIMP [Архівовано 23 березня 2014 у Wayback Machine.])
Під його керівництвом був організований I польський конгрес інженерів у Львові (1937) і І польський конгрес техніків у Варшаві (1938).
Після початку Другої світової війни Вежейський виїхав у Францію, де організував та став головою Товариства польських інженерів. Після поразки Франції виїхав у Велику Британію, де працював в оборонній промисловості.
У 1947 р. із групою польських інженерів Вежейський виїхав в Аргентину і там, у Росаріо, почав роботу на заводі зброї. Відразу ж включився в діяльність та став головою утвореної тоді в Аргентині Спілки польських інженерів та техніків. Спілка швидко розвивалася, організовувала публічні лекції і в аргентинському інженерному оточенні принесла Вежейському належне визнання. Через деякий час він запропонував видавати журнал «Техніка», став на чолі редакції, підготував перший номер, який вийшов лише після його смерті.
Помер  25 жовтня 1950 року в місті Росаріо.
Спілка польських інженерів і техніків в Аргентині в період 1953–1963 років заснувала і виплачувала стипендію ім. Вежейського для польських студентів, які навчалися в аргентинських вищих технічних школах.

## Сім'я
Дружина — Ядвіга Вежейська, активна учасниця організації взаємодопомоги серед жінок організації SIMP